# Ruth Slenczynska
Ruth Slenczynska (Sacramento, 15 gennaio 1925) è una pianista statunitense.

## Biografia
Il padre Józef Ślenczyński, violinista polacco, la spinse a intraprendere lo studio pianoforte dall'età di tre anni e ad applicarsi incessantemente. A quattro anni iniziò gli studi in Europa, dove poi avrebbe avuto per maestri Schnabel, Petri, Cortot, Hofmann e Rachmaninov. Debuttò a sei anni a Berlino e a sette a Parigi accompagnata da un'orchestra.
A quindici anni, sopraffatta dalla pressione della carriera di concertista, scappò di casa e proseguì il percorso musicale all'Università di Berkeley. Nel 1944, non ancora ventenne, sposò lo studente George Born, ma il matrimonio fallì nel 1953. Dopo il divorzio, per mantenersi diede lezioni di pianoforte. Era tornata a esibirsi in concerto nel 1951, dopo un silenzio ultradecennale.
Nel 1964 accettò un incarico a tempo pieno all'Università di Edwardsville come artista in residenza, mantenendolo fino al 1987. Un vasto assortimento dei suoi memorabilia e delle sue incisioni ha formato una collezione speciale della Lovejoy Library presso la stessa università.
Nel 1957 uscirono le sue memorie dal titolo Forbidden Childhood, che trattano la sua vita da enfant prodige, e un metodo per pianoforte, Music at Your Fingertips: Aspects of Pianoforte Technique.
Nel 2022, a 97 anni, ha inciso il suo primo album in oltre sessant'anni per Decca Classics.